# École Marcinelle
Als École Marcinelle bezeichnet man eine Stilrichtung im Comic. Der Begriff geht zurück auf eine Gruppe von Comic-Künstlern, die in der Zeit nach dem Zweiten Weltkrieg für das belgische Comic-Magazin Spirou gearbeitet haben, dessen Redaktionsbüros sich seit der Gründung 1938 in Marcinelle befinden, einer damals eigenständigen Stadtgemeinde, die heute als Stadtbezirk zu Charleroi gehört. Die Bezeichnung École Marcinelle wird vielfach als Gegenbegriff zur sog. „Ligne Claire“ verwendet.

## Charakteristik
Ein formales Unterscheidungsmerkmal ist dabei die Zuordnung zu den Comicverlagen Dupuis, der für die École Marcinelle steht, und Le Lombard, dem Verlag des Tintin-Magazins, als dessen „Hausstil“ die „Ligne Claire“ galt. Diese Unterscheidung mochte in den 1940er und frühen 1950er ihre Berechtigung gehabt haben, im Laufe der nachfolgenden Jahrzehnte wurde die Verlagszuordnung als Abgrenzungskriterium zunehmend untauglich, da gerade führende Vertreter der École Marcinelle (z. B. André Franquin, Willy Maltaite) später auch für Tintin arbeiteten.

Auch eine klare stilistische Abgrenzung der Stilrichtungen oder „Schulen“ scheint kaum möglich. Während sich die Ligne Claire über klare Stilmerkmale definiert, ist das Erscheinungsbild der École Marcinelle deutlich uneinheitlicher. Eine gewisse Allgemeingültigkeit hat allenfalls die Aussage, dass Vertreter der École Marcinelle vielfach für einen dynamischen Zeichenstil stehen, bei dem der Visualisierung von Bewegung große Bedeutung zukommt, während andererseits die Ligne Claire häufig etwas statisch wirkt. 
 Am anschaulichsten mag ein Vergleich der beiden Serien sein, die jeweils originär für den jeweiligen Stil stehen: Einerseits Tim und Struppi, von Hergé in Tintin (Ligne Claire), andrerseits die Serie Spirou, insbesondere von Jijé und Franquin, in dem Magazin Spirou als Parade-Beispiel für die École Marcinelle.

## Vertreter
So wie Hergé als Symbolfigur für die Ligne Claire steht, ist der Begriff École Marcinelle untrennbar mit dem Zeichner Joseph Gillain (Jijé) verbunden. In der Zeit nach dem Zweiten Weltkrieg hatte Jijé mit André Franquin, Maurice De Bevere (Morris) und Willy Maltaite (Will) eine Reihe junger talentierter Zeichner unter seine Fittiche genommen und mit ihnen in seinem Haus in Waterloo eine Wohn- und Ateliergemeinschaft gebildet. Ein regelmäßiger Besucher der später so bezeichneten „Viererbande“ war zudem Eddy Paape. Sie alle verdankten Jijé ihren Start bei Spirou.
Diese Personengruppe bildet quasi den Kern der École Marcinelle, zu der außerdem auch Jijés spätere Schüler Jean Roba und Jidéhem gezählt werden. Der Begriff École Marcinelle steht somit auch für alle Comic-Künstler, die von Jije beeinflusst worden sind, soweit sie nicht, wie Jean Giraud vornehmlich im realistischen Stil gezeichnet haben.
Die wichtigsten Vertreter dieser Stilrichtung sind:
- Jijé (Joseph Gillain)
- André Franquin
- Morris (Maurice De Bevere)
- Will (Willy Maltaite)
- Eddy Paape
- Peyo (Pierre Culliford)
- Jean Roba
- Jidéhem (Jean De Mesmaeker)
- Maurice Tillieux

## Quelle
- Klaus D. Schleiter (Hrsg.): Spirou und seine Autoren (= Zack Dossier. Band 2). Mosaik – Steinchen-für-Steinchen-Verlag, Berlin 2005, ISBN 3-932667-60-3.